# Saint-Fromond
Saint-Fromond é uma comuna francesa na região administrativa da Normandia, no departamento Mancha. Estende-se por uma área de 15,4 km². Em 2010 a comuna tinha 784 habitantes (densidade: 50,9 hab./km²).